# 里阿尔托 (美国)
里阿尔托是美国加利福尼亚州圣贝纳迪诺县下属的一座城市。建市于1911年11月17日，面积大约为22.35平方英里（57.9平方公里）。根据2010年美国人口普查，该市有人口99,171人。